# 卡斯特罗努埃沃德埃斯格瓦
卡斯特罗努埃沃德埃斯格瓦，是西班牙卡斯蒂利亚-莱昂巴利亚多利德省的一个市镇。总面积29平方公里，总人口318人（2001年），人口密度11人/平方公里。